# Kithara

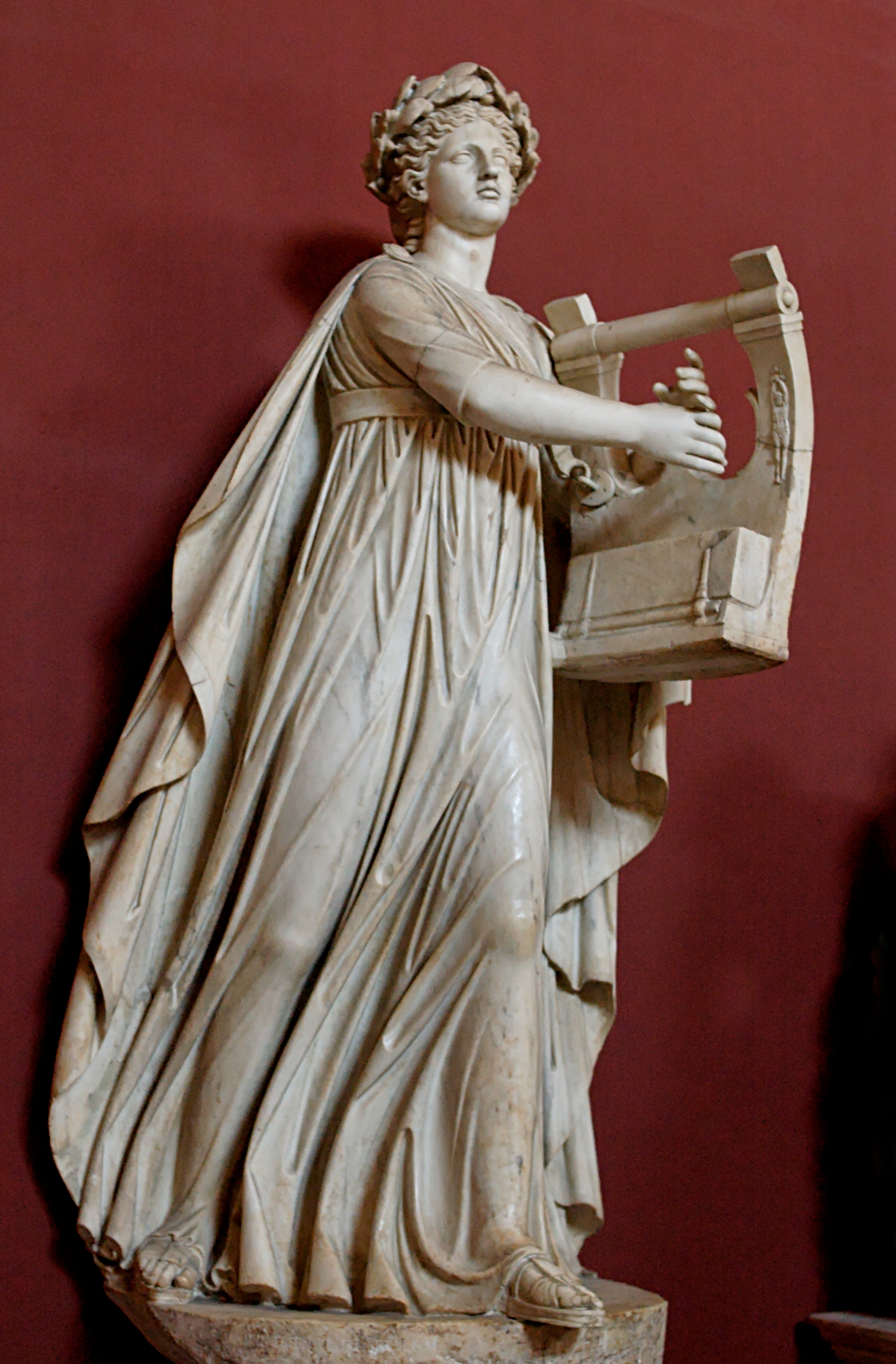
Apollo s kitharou

Kithara (řecky κιθάρα) neboli cithara (latinsky), byl strunový drnkací hudební nástroj Starověkého Řecka typem blízký lyře. V novořečtině slovo kithara přijalo význam "kytara", jejíž název ovšem z kithary pochází.
Kithara byla profesionální verzí dvoustrunné lyry, která byla nástrojem lidovým. Kitharu především používali profesionální hudebníci, zvaní kitharodové. Její původ je zřejmě asijský.
Kromě kithary byla ještě basová verze, která se nazývala barbiton, oblíbená ve východních řeckých krajích Egejského moře a Malé Asie.